# Liste der Bürgermeister von Bozen

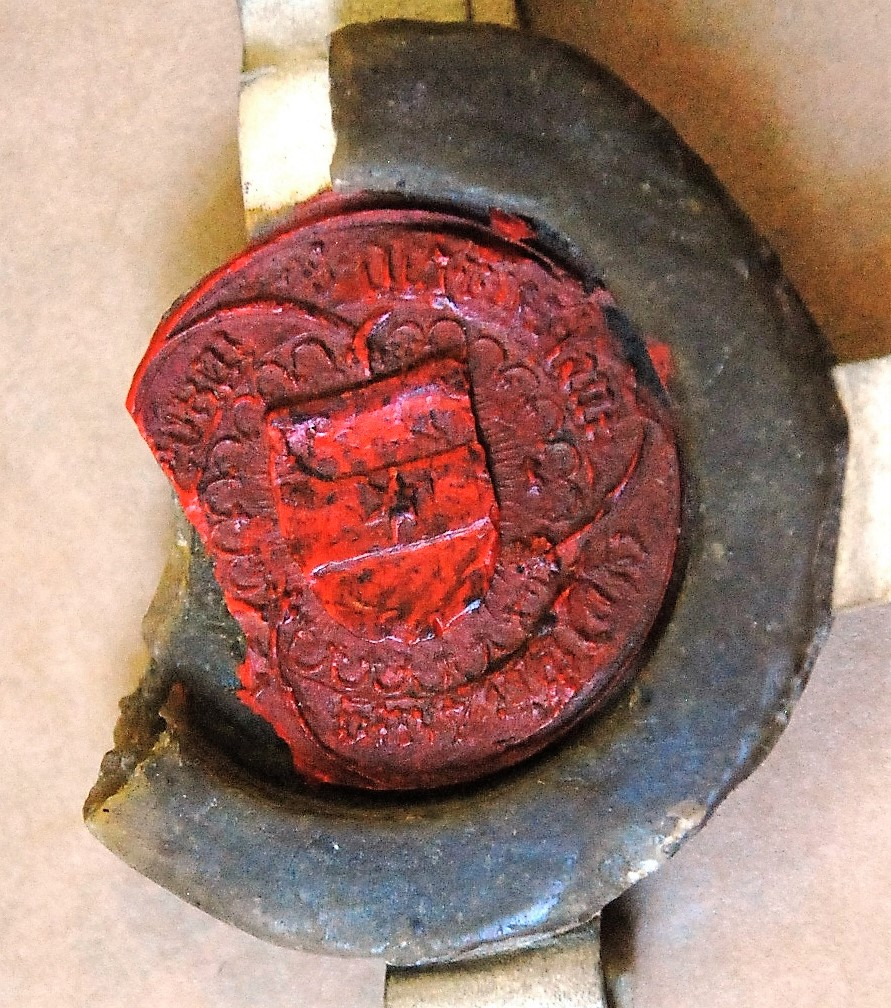
Bozens Stadtsiegel aus dem Jahr 1488 mit dem Stadtwappen (mit sechsstrahligem Stern belegter Balken im Halbrundschild)

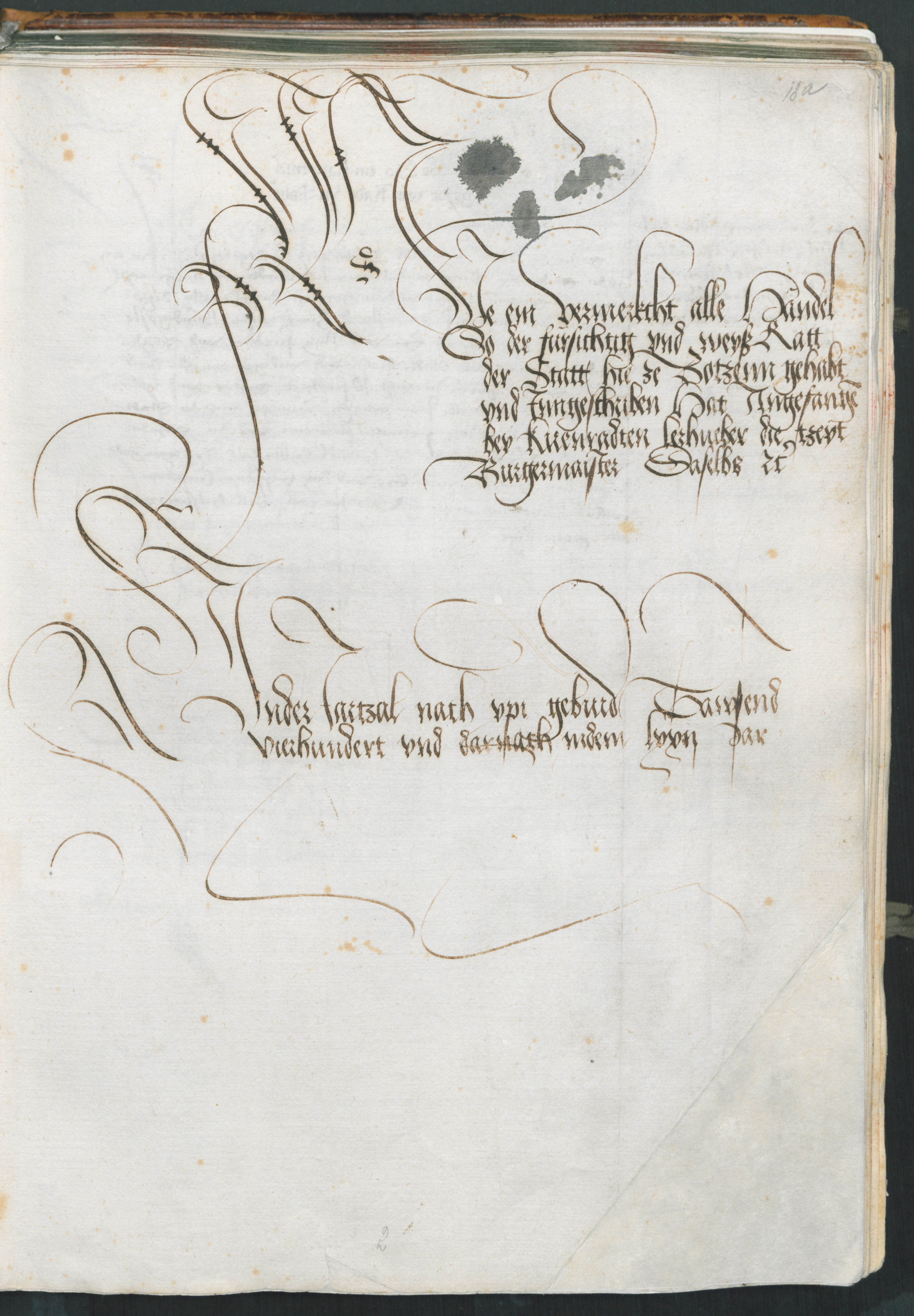
Titelblatt des von Bürgermeister Konrad Lerhueber 1472 angelegten Bozner Stadtbuchs (Stadtarchiv Bozen, Hs. 140, fol. 18a)

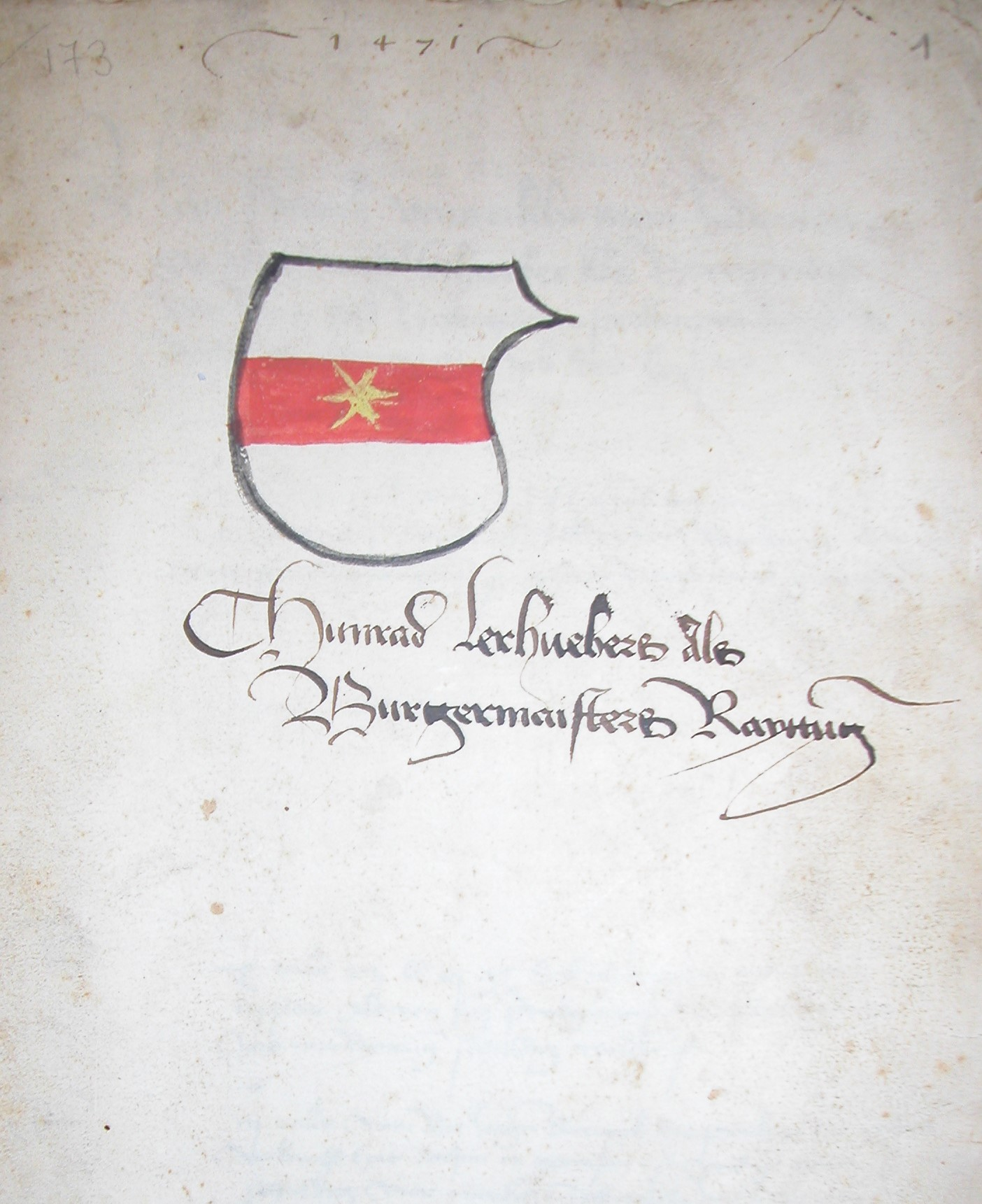
Amtsrechnung der Stadt Bozen von 1471 (Hs. 173 des Stadtarchivs Bozen) mit dem Stadtwappen

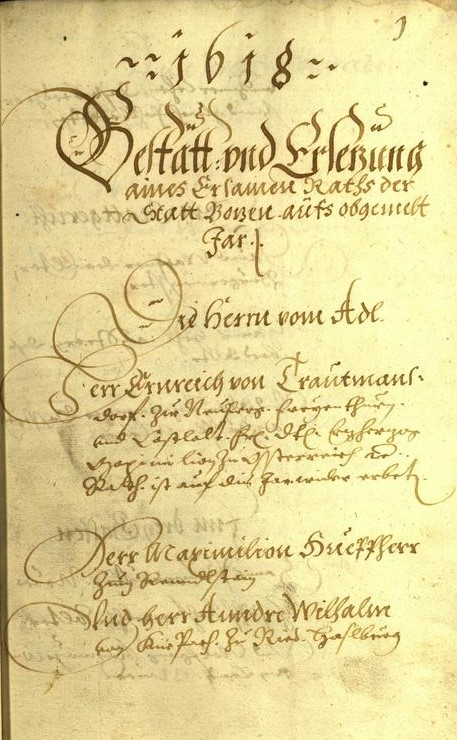
Bozner Ratsprotokoll von 1618 unter Bürgermeister David Waffner, Stadtarchiv Bozen, Hs. 36a, fol. 1r

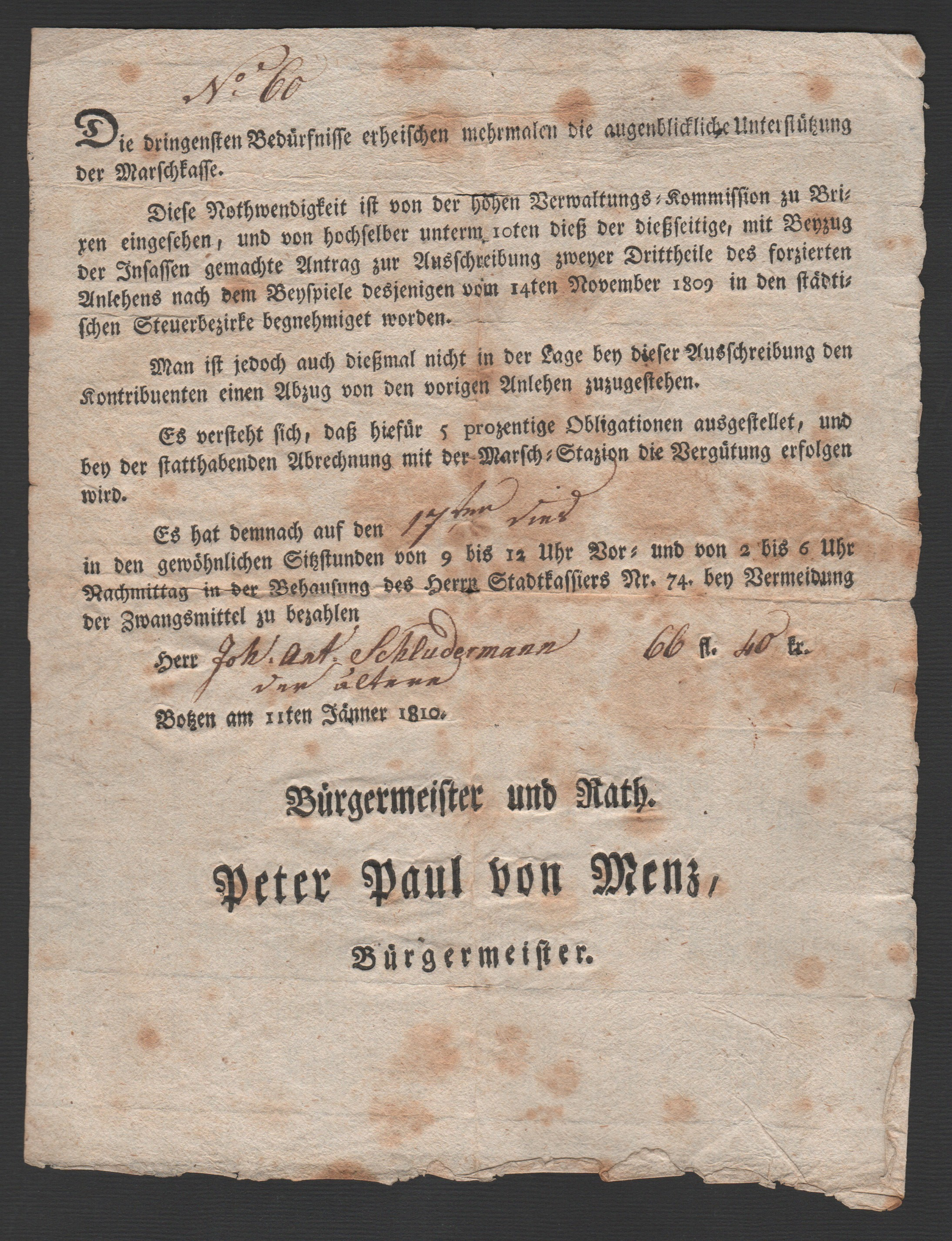
Obligation der Stadt Bozen vom 11. Januar 1810

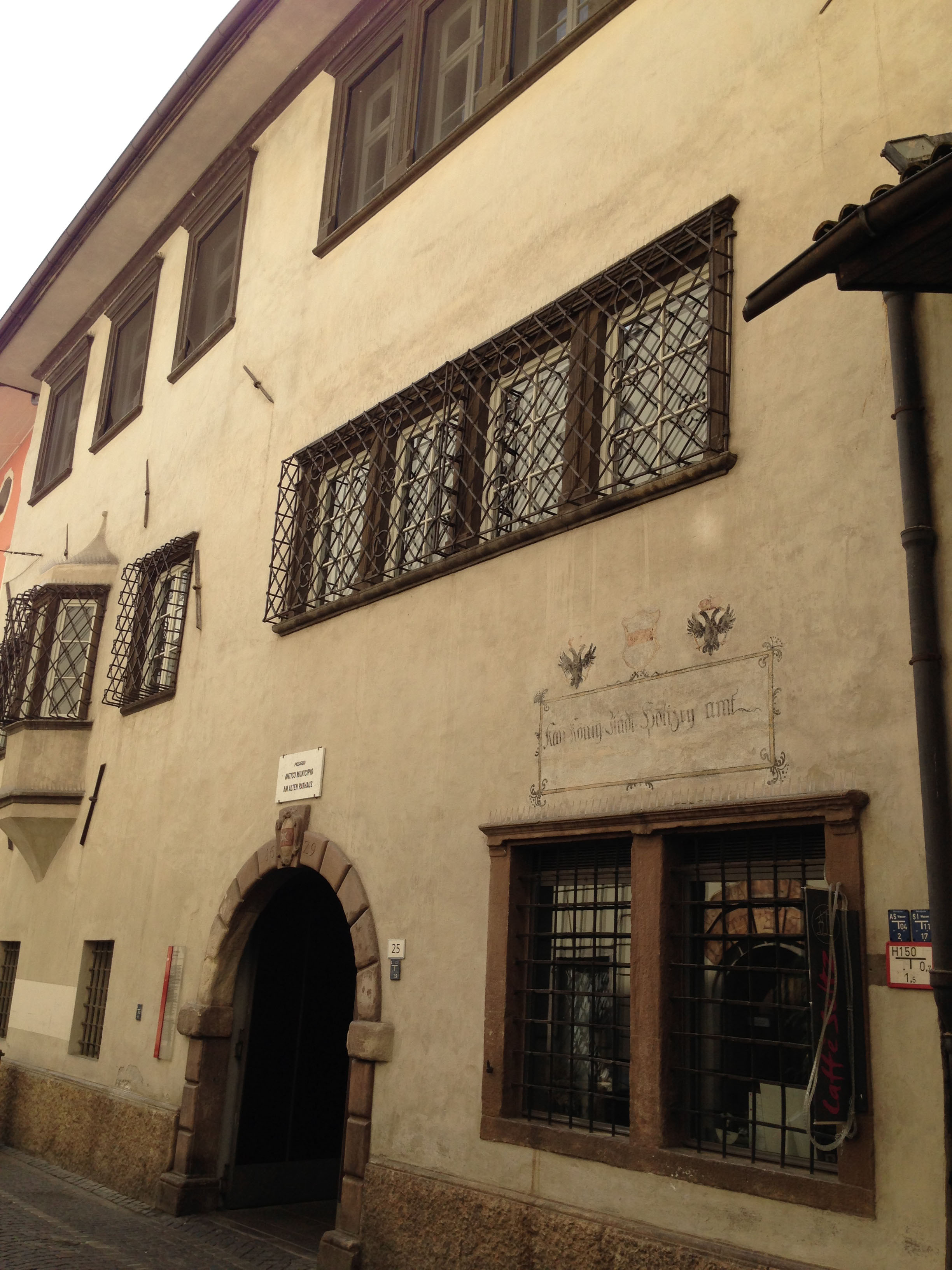
Das Alte Rathaus in Bozen, Zugang Dr.-Josef-Streiter-Gasse

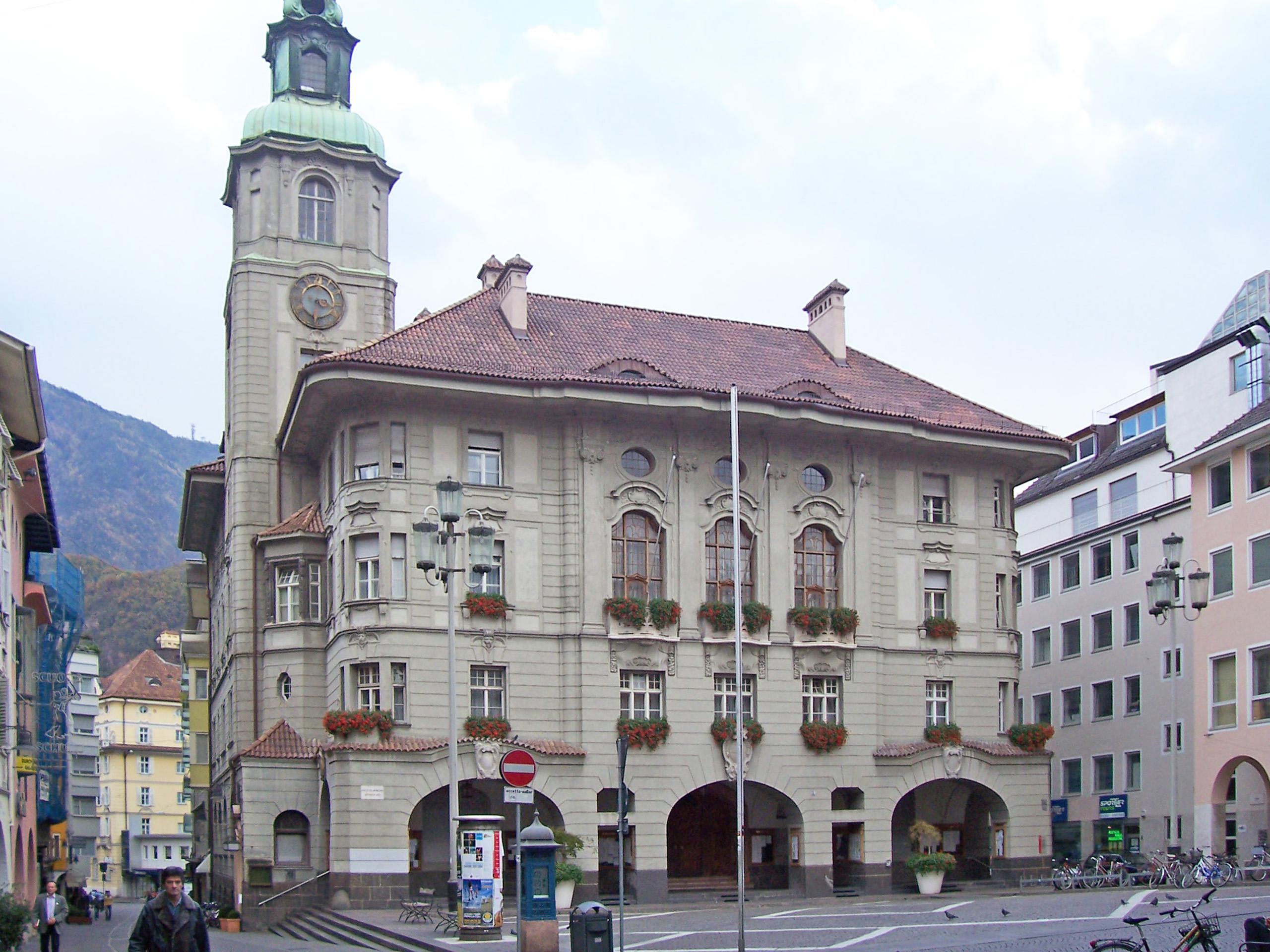
Das Rathaus am Rathausplatz

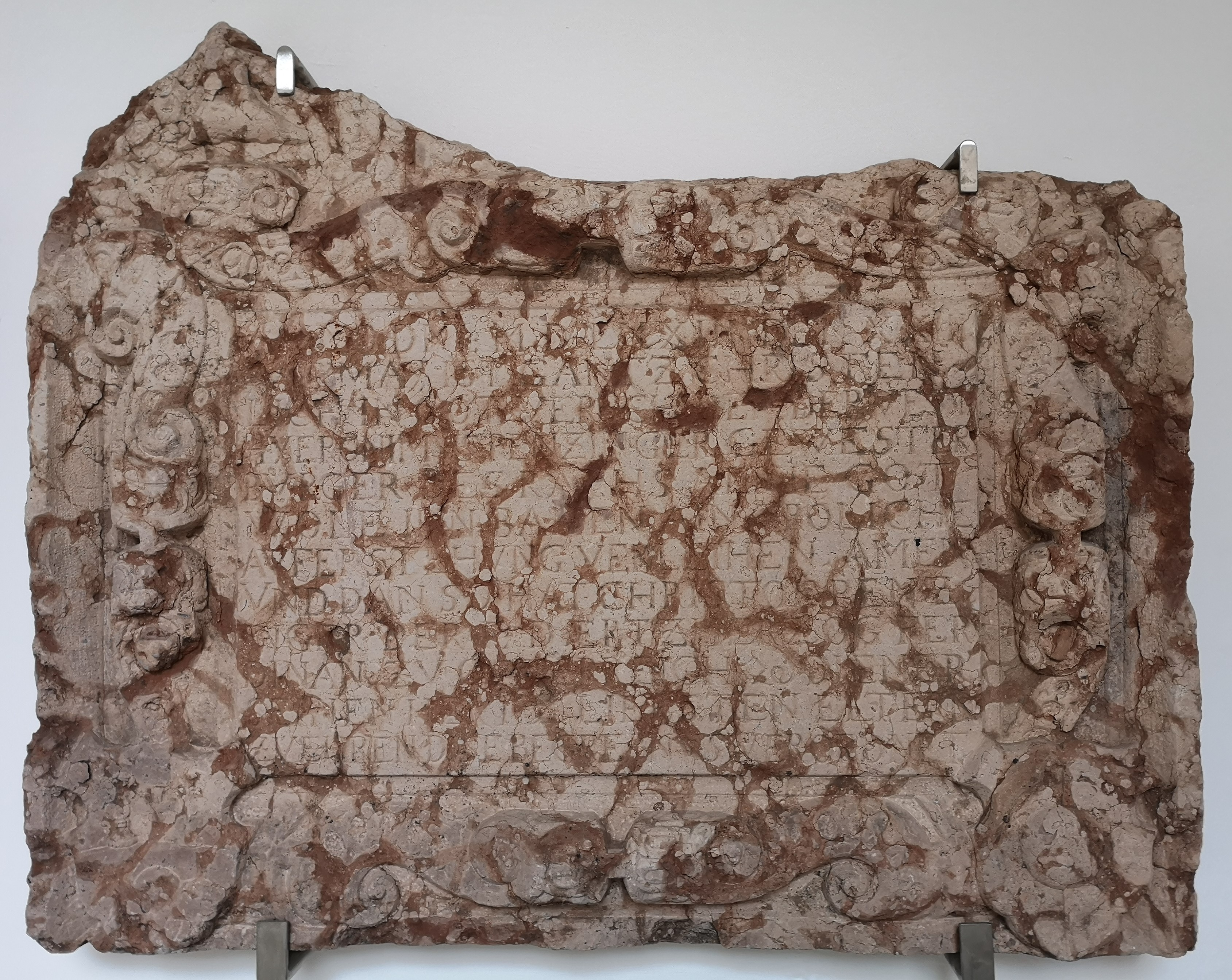
Grabplatte von Bürgermeister Hieronymus Penzinger von 1573 (Fragment, Stadtmuseum Bozen)

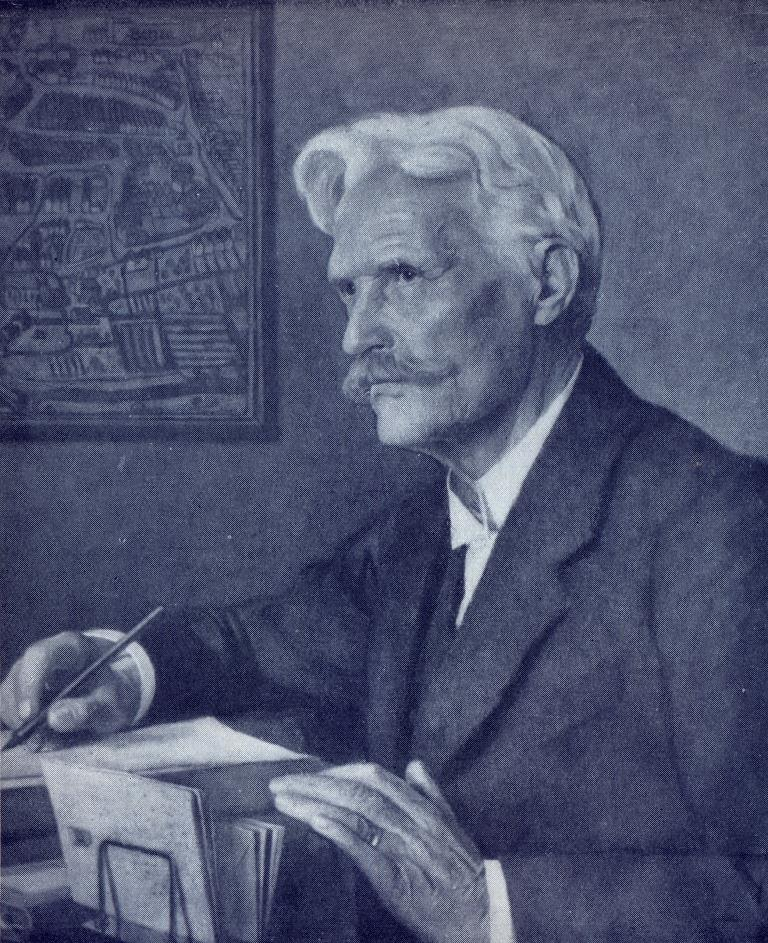
Bozens Langzeitbürgermeister Julius Perathoner (1895–1922)

Die Liste der Bürgermeister von Bozen bietet einen Überblick über die Bürgermeister der Südtiroler Landeshauptstadt Bozen seit 1449.
Seit der Mitte des 15. Jahrhunderts ist die mehr oder weniger ununterbrochene Reihenfolge der Bozner Bürgermeister namentlich überliefert; in älteren Quellen werden die städtischen Oberhäupter als purgermayster oder burgermaister bezeichnet. Ersturkundlich ist in Bozen das Bürgermeisteramt (gemeinsam mit dem Stadtrat) zunächst am 25. Mai 1435 als burgermaister und raute der stat Boczen und in weiterer Folge am 2. Dezember 1443 als burgermaister vnd rat der stat zu Boczenn nachgewiesen, allerdings jeweils noch ohne namentliche Nennung des Amtsinhabers. Dieser Zeitpunkt sowie die mit Hans Trott im Jahr 1449 einsetzende Namensreihe scheinen nicht zufällig zu sein und werden in der Forschungsliteratur auf die Ausdifferenzierung kommunaler Verwaltungsstrukturen in Bozen infolge des 1437 erlassenen Stadtrechts und des Stadtratsprivilegs König Friedrichs III. von 1442 – einer „regelrechte[n] kommunale[n] ‚Magna Carta‘“ – zurückgeführt.
Bis 1582 wurden die Bürgermeister im jährlichen Wahlmodus, von da an alle zwei Jahre und ab 1693 alle drei Jahre gewählt. Von den zumeist patrizischen Ratsfamilien, deren Mitglieder an die Spitze des Bozner Gemeinwesens berufen wurden, sind im 16. Jahrhundert die Rottenbucher und Hörtmair (Hiertmair), im 17. und 18. Jahrhundert die Gumer, Schgrafer, Zallinger, Zobl, Mayrl, Menz und Hepperger hervorzuheben.
Von 1455 an amteten die Bürgermeister im Alten Rathaus unter den Bozner Lauben. Ab 1907 wechselte die Stadtverwaltung in das neuerrichtete Rathaus.
| Amtszeit      | Name                                   | Bemerkung |
| ------------- | -------------------------------------- | --- |
| 1449          | Hans Trott                             | 1451 Landrichter von Gries, 1467 Verwalter des Bozner Heiliggeistspitals |
| 1450          | Nikolaus Katzenlocher                  | 1454 auch Verwalter des Bozner Heiliggeistspitals |
| 1451          | Hans Salburger                         | |
| 1452          | Paul Peckh (Peck)                      | Hausbesitz unter den nördlichen Bozner Lauben Nr. 60 |
| 1453          | Christof Hasler d. J.                  | Notar und Kirchpropst der städtischen Marienpfarrkirche. Hasler legte in den Jahren 1453–1460 ein umfassendes Urbar und Rechtsbuch der Pfarrkirche an; 1470 wurde er gemeinsam mit seinem Bruder Hans von Herzog Sigmund von Österreich-Tirol mit dem Ansitz Niederhaus in der Bozner Raingasse belehnt. |
| 1454          | Nikolaus Neideckh (Neidecker)          | |
| 1455          | Nikolaus Katzenlocher                  | |
| 1457          | Paul Geiselsdorfer                     | mit Grundbesitz in Gries-Quirein (Eibisch-Gries) |
| 1458          | Hans Trott                             | |
| 1459          | Peter Kamerer (Kammerer)               | |
| 1460          | Nikolaus Katzenlocher                  | |
| 1462          | Hans Trott                             | |
| 1463          | Konrad Tschetscher (Tschötscher)       | |
| 1464          | Lienhard Urchinger (Ulchinger)         | mit Hausbesitz unter den südlichen Lauben |
| 1465          | Heinrich Braitenberger (Praitenberger) | auch Zöllner und Stadtrichter von Bozen, 1468 Gerichtsvertreter auf dem Bozner Landtag |
| 1466          | Andreas Riemer                         | |
| 1467          | Peter Rottenpuecher (Rottenbucher)     | auch Verwalter des Bozner Heiliggeistspitals und Kirchpropst der städtischen Marienpfarrkirche |
| 1468          | Hans Trott                             | |
| 1469          | Christof Hasler d. J.                  | Aus diesem Jahr ist das älteste überlieferte Ratsprotokoll der Stadt Bozen, angelegt von C. Hasler, überliefert. |
| 1470          | Anton Dominig (Minig)                  | auch Hauptmann der Feuerwache im Stadtgericht |
| 1471          | Konrad Lerhueber                       | Legte 1472 das Bozner Stadtbuch an, dessen Eintragungen bis 1525 reichen. |
| 1472          | Klaus Elner (Allner)                   | |
| 1473          | Wilhelm Wölfler                        | Kirchpropst der städtischen Marienpfarrkirche und Amtmann der Herren von Liechtenstein in Bozen |
| 1474          | Sigmund Gerstl                         | |
| 1475          | Michael Piebinger (Pübinger)           | Anwalt des Landgerichts Gries-Bozen und stellvertretender Verwalter des Bozner Heiliggeistspitals (für Christof Botsch) |
| 1476          | Sigmund Zwickauer                      | auch Verwalter des Bozner Heiliggeistspitals und Kirchpropst der städtischen Marienpfarrkirche |
| 1477          | Christoph Pignater                     | Wird 1486 mit der städtischen Säge und Lände an der Eisackbrücke belehnt. |
| 1478          | Hans Tschetscher (Zetscher)            | im selben Jahr Hausbesitz am Kornplatz Nr. 2 (Narrnhaus) |
| 1479          | Wilhelm Wölffler                       | |
| 1480          | Sigmund Gerstl                         | auch Amtmann der Herren von Niedertor und Verwalter des Bozner Heiliggeistspitals |
| 1481          | Michael Piebinger                      | |
| 1482          | Hans Hasler                            | Bruder Christof Haslers d. J., gemeinsam mit diesem 1470 von Herzog Sigmund von Österreich-Tirol mit dem Ansitz Niederhaus in der Bozner Raingasse belehnt und Verwalter des Bozner Heiliggeistspitals                                                                                                   |
| 1483          | Sigmund Moser                          | Rollenträger des Bozner Passionsspiels von 1495, bei dem er den quartus miles verkörperte. |
| 1484          | Jost Ortlieb                           | Ortlieb war auch Baumeister des Bozner Frauenhauses, Hauptmann des 5. Bozner Stadtviertels und Oberhauptmann des Stadtgerichts. |
| 1485          | Christian Unger                        | bereits 1472 als Mitglied des Bozner Stadtrats (zusatz) nachgewiesen |
| 1486 und 1487 | Sigmund Gerstl                         | |
| 1488          | Georg Triel                            | Oberhauptmann der Wanger-, Rain- und Hintergasse, landesfürstlicher Gegenschreiber in Bozen und Baumeister der Leeg in der Eisackau |
| 1489          | Friedrich Has und Eberhard Kiesfelder  | Has war auch tirolisch-landesfürstlicher Landrichter von Gries-Bozen. Kiesfelder war im Jahr 1488 Büchsenmeister der St.-Sebastians-Bruderschaft in Bozen |
| 1490          | Leonhard Mayr (Mair)                   | Baumeister der Leegen unterm Kofel und im Punteis, Stadtbaumeister und Viertelhauptmann in der Bozner Fleischgasse (Museumstraße) |
| 1491          | Friedrich Flaser                       | Im Jahr 1487 Hauptmann des 6. Bozner Stadtviertels |
| 1492          | Hans Rungkhär (Rungker)                | Notar und Kirchpropst der städtischen Marienpfarrkirche |
| 1493          | Leonhard Mayr                          | |
| 1494          | Jost Ortlieb                           | |
| 1495          | Hans Struder                           | Kirchpropst der städtischen Marienpfarrkirche und 1487 Viertelhauptmann in der Bozner Wangergasse |
| 1496 und 1497 | Leonhard Hiertmair d. Ä.               | Rollenträger des Bozner Passionsspiels von 1495, bei dem er den Zedonius verkörperte; 1497 Hausbesitz unter den südlichen Bozner Lauben Nr. 3 (Hiertmair burgerm[aister]) |
| 1498          | Leonhard Mayr                          | |
| 1499          | Eberhard Kiesfelder                    | |
| 1500          | Erhard Huck                            | Meister des Bozner Heiliggeistspitals, Mitglied der St.-Sebastians-Bruderschaft, Baumeister der Leeg in Punteis und 1503/04 Wasserschreiber der Leeg am Fagen und im Graul |
| 1501 und 1502 | Leonhard Hiertmair d. Ä.               | |
| 1503          | Jost Ortlieb                           | |
| 1504          | Erhard Huck                            | |
| 1505 und 1506 | Leonhard Hertmair d. Ä.                | |
| 1507          | Christoph Trueffer                     | 1488 Mitglied und 1492 Büchsenmeister der St.-Sebastians-Bruderschaft |
| 1508          | Sebastian Seitz                        | |
| 1509          | Hans Glöggl (Glockli, Gloggler)        | Hausbesitz unter den Bozner Lauben (Hanns Gloggls haus) |
| 1510 und 1511 | Leonhard Hertmair d. Ä.                | |
| 1512 und 1513 | Sebastian Seitz                        | |
| 1514          | Jeronimus Sinsöder                     | mehrfacher Hausbesitz unter den Bozner Lauben |
| 1515          | Wilhelm Preninger (Preminger)          | |
| 1516          | Hans Gadolt                            | Hausbesitz unter den südlichen Bozner Lauben Nr. 25 – Kornplatz |
| 1517 und 1518 | Kaspar Lieb                            | 1501 unter den Bozen Lauben als Bäcker (pök) nachgewiesen |
| 1519          | Simon Hintermair (Hindermair)          | |
| 1520          | Hans Breyolt (Preiolt)                 | |
| 1521          | Jeronimus Sinsöder                     | |
| 1522          | Hans Gadolt                            | |
| 1523          | Kaspar Lieb                            | |
| 1524          | Lienhard Treibenraif                   | 1495/97 Hausbesitz unter den nördlichen Lauben. 1519 Baumeister der Leeg in der Rigl und 1520/21 Kirchpropst der städtischen Marienpfarrkirche |
| 1525          | Christoph Rotenpuecher                 | |
| 1525 und 1527 | Simon Hintermair                       | |
| 1528 und 1529 | Benedikt Katzenlocher                  | |
| 1530          | Lienhart Hörtmayr d. J.                | |
| 1531          | Vincenz Gadolt                         | |
| 1532          | Kaspar Lieb                            | |
| 1533          | Jeronimus Sinsöder                     | |
| 1534          | Andrae Planer                          | |
| 1535          | Christoph Rottenpuecher                | |
| 1536 und 1537 | Zimprecht Helfer                       | Hausbesitz unter den südlichen Bozner Lauben |
| 1538          | Thoman Gästl                           | |
| 1539          | Benedikt Katzenlocher                  | |
| 1540          | Christoph Särgandt                     | |
| 1541          | Martin Hörtmayr                        | |
| 1542          | Christoph Rottenpuecher                | 1538 Hausbesitz in der Silbergasse Nr. 3 (Feigenstauden) |
| 1543          | Andrae Planer                          | 1538 Hausbesitz unter den nördlichen Bozner Lauben Nr. 14 |
| 1544          | Leonhard Hörtmayr d. J.                | |
| 1545          | Vincenz Gadolt                         | |
| 1546          | Benedict Katzenlocher                  | |
| 1547          | Balthasar Wiser (Wyser)                | 1549 Hausbesitz in der Silbergasse Nr. 23, Ecke Goethestraße (am Esselskopf) |
| 1548          | Jeronymus Sinsöder                     | |
| 1549          | Christoph Sargandt                     | 1545 Hausbesitz unter den nördlichen Bozner Lauben Nr. 64 |
| 1550          | Martin Hörtmayr                        | |
| 1551          | Balthasar Wiser                        | |
| 1552          | Adam Rottenpuecher                     | |
| 1553          | Peter Sawr (Saur)                      | 1545 Schuster (schuester) und Hausbesitz unter den südlichen Bozner Lauben Nr. 11 |
| 1554          | Jobst Ettenharder                      | 1545 Hausbesitz unter den südlichen Bozner Lauben Nr. 41 (behausung am Moren) |
| 1555          | Cyprian Treybenraif                    | 1545 Hausbesitz unter den nördlichen Bozner Lauben Nr. 28 |
| 1556          | Michael Hörtmayr                       | |
| 1557          | Hanns Lieb                             | |
| 1558          | Martin Hörtmayr                        | |
| 1559          | Hans Soyer                             | |
| 1560          | Sebald Lieb                            | |
| 1561          | Cyprian Treibenraif                    | |
| 1562          | Michael Hörtmayr                       | |
| 1563          | Franciscus Partaniß (Parthanis)        | 1546 Hausbesitz in der Museumstraße Nr. 2 |
| 1564 und 1565 | Jeronymus Penzinger                    | 1550 Hausbesitz am Obstmarkt Nr. 6 |
| 1566          | Hanns Gadolt                           | |
| 1567          | Michael Hörtmayr und Sebald Lieb       | |
| 1568          | Georg Hörtmayr                         | |
| 1569          | Bernhardt Rottenpuecher                | |
| 1570          | Cyprian Treibenraiff                   | |
| 1571          | Franz Partaniß                         | |
| 1572 und 1573 | Jeronymus Penzinger                    | |
| 1574          | Hanns Kramer                           | |
| 1575          | Ulrich Waffner                         | Hausbesitz unter den südlichen Bozner Lauben Nr. 9 |
| 1576 und 1577 | Wolfgang Schöbel                       | |
| 1578 und 1579 | Ludwig Pungleitner                     | |
| 1580          | Johann Baptist Glöggl                  | Hausbesitz unter den südlichen Bozner Lauben Nr. 57–59 |
| 1581          | Bernhardt Rottenpuecher                | |
| 1582/83       | Cyprian Treibenraiff d. Ä.             | |
| 1584/85       | Bartlme Hiertmair                      | |
| 1586/87       | Sebastian Prenner                      | |
| 1588/89       | Peter Rorer                            | |
| 1590/91       | Andre Rottenpuecher                    | |
| 1592/93       | David Waffner                          | 1599 Besitz einer Stallung in der Franziskanergasse 7 |
| 1594/95       | Georg Wyser                            | |
| 1596/97       | Peter Rorer                            | |
| 1598/99       | Hans Hehl                              | 1599 Hausbesitz unter den nördlichen Bozner Lauben Nr. 28 (hauß am Gassl) |
| 1600/01       | David Waffner                          | |
| 1602/03       | Andre Rottenpuecher                    | |
| 1604/05       | Hans Schgrafer                         | |
| 1606/07       | Georg Langenweiler                     | |
| 1608/09       | Hans Pruggreiter                       | |
| 1610/11       | Augustin Kohler                        | |
| 1612/13       | Christoph Haim                         | 1599 Verwalter des Bozner Heiliggeistspitals und Hausbesitzer in der Goethestraße 8 |
| 1614/15       | Hans Lachemann                         | |
| 1616/17       | Hans Schgrafer                         | |
| 1618/19       | David Waffner                          | |
| 1620/21       | Hans Pruggreiter                       | |
| 1622/23       | Hans Waldner                           | |
| 1624/25       | Hans Hehl                              | |
| 1626/27       | Hans Schgrafer                         | |
| 1628/29       | Adam Atzwanger                         | |
| 1630/31       | Christoph Röll                         | |
| 1632/33       | Hans Schgrafer (am Mondschein)         | |
| 1634/35       | Christoph Platner genannt Röll         | |
| 1636/37       | Hans Gumer                             | |
| 1638/39       | Jeronymus Schgrafer                    | |
| 1640          | Hans Hehl                              | |
| 1641/42       | Christoph Röll                         | |
| 1643/44       | Hans Gumer                             | |
| 1645/46       | Ferdinand Paugger                      | |
| 1647/48       | Hans Gumer                             | |
| 1649/50       | Jakob Zallinger                        | |
| 1651/52       | Adam Wenser                            | |
| 1653/54       | Hans Haimb                             | |
| 1655/56       | Hans Gumer                             | |
| 1657/58       | Adam Traxl                             | |
| 1659/60       | Ferdinand Paugger                      | |
| 1661/62       | Johann Resenberger                     | Balthasar Resenbergers Erben verfügen 1599 über Hausbesitz unter den nördlichen Bozner Lauben Nr. 54 |
| 1663/64       | Adam Wenser                            | |
| 1665/66       | Adam Traxl                             | |
| 1667/68       | Franz Atzwanger                        | |
| 1669/70       | Balthasar Kofler                       | |
| 1671/72       | Matthias Kreizer                       | |
| 1673/74       | Balthasar Kofler                       | |
| 1675/76       | Christoph Zallinger                    | |
| 1677/78       | Georg Gumer                            | |
| 1679/80       | Franz Hafner                           | |
| 1681/82       | Christoph Trahofer                     | |
| 1683/84       | Christoph Zallinger                    | |
| 1685          | Christoph Trahofer                     | |
| 1685/86       | Georg Gumer                            | |
| 1687/88       | Franz Helff                            | |
| 1689/90       | Dionysius Lun                          | |
| 1691/92       | Georg Trahofer                         | |
| 1693/95       | Georg Zeni                             | |
| 1696/98       | Hanns Leonhard Mayrl                   | |
| 1699–1701     | Georg Dierling                         | |
| 1702/04       | Johann Salvati                         | |
| 1705/07       | Georg Menz                             | Im Jahr 1722 wurde die Bozner Kaufherrenfamilie Menz in den Reichsadel aufgenommen. |
| 1708/10       | Bernhardt Zobl                         | |
| 1711/13       | Georg Trahofer                         | |

| Bürgermeister                                | von  | bis  |
| -------------------------------------------- | ---- | ---- |
| Bernhardt von Zobl                           | 1714 | 1740 |
| Joseph Anton von Gumer                       | 1741 | 1749 |
| Peter Anton von Zallinger                    | 1750 | 1752 |
| Matthias Semblrock                           | 1753 | 1755 |
| Peter Anton von Zallinger                    | 1756 | 1758 |
| Marx Anton Holzer                            | 1759 | 1762 |
| Peter Anton von Zallinger                    | 1762 | 1765 |
| Johann Jakob Graff von Ehrenfeld (auch Graf) | 1765 | 1770 |
| Franz von Gumer                              | 1771 | 1776 |
| Karl Joseph von Hepperger d. Ä.              | 1777 | 1782 |
| Johann Peter Paul Stockhammer                | 1783 | 1786 |
| Joseph von Remich                            | 1786 | 1794 |
| Karl Joseph von Hepperger d. J.              | 1794 | 1798 |
| Johann Anton von Kager                       | 1799 | 1804 |
| Anton Seraphin von Hepperger                 | 1804 | 1807 |
| Peter Paul von Menz                          | 1807 | 1810 |
| Anton von Remich                             | 1810 | 1813 |
| Dominik von Kager                            | 1814 | 1819 |
| Peter von Mayrl                              | 1819 | 1822 |
| Franz Mages                                  | 1822 | 1850 |
| Anton Kapeller                               | 1851 | 1861 |
| Joseph Streiter                              | 1861 | 1870 |
| Julius Würzer                                | 1870 | 1873 |
| Josef Schueler                               | 1873 | 1879 |
| Josef von Braitenberg                        | 1879 | 1895 |
| Julius Perathoner                            | 1895 | 1922 |

| Kommissarische Verwalter                 | von     | bis     |
| ---------------------------------------- | ------- | ------- |
| Augusto Guerriero, cg                    | 10/1922 | 02/1923 |
| Antonio Boragno, cp                      | 02/1923 | 03/1924 |
| Roberto Mossino, cp                      | 03/1924 | 05/1925 |
| Antonio de Steffanini, cp                | 05/1925 | 01/1927 |
| Alfonso Limongelli, cp, dann p           | 01/1927 | 11/1928 |
| Torquato Poggi, cp, dann p               | 11/1928 | 06/1929 |
| Felice Rizzini, p                        | 06/1929 | 02/1931 |
| Luciano Miori, p                         | 02/1931 | 10/1934 |
| Sergio Dompieri, cp                      | 10/1934 | 07/1935 |
| Aurelio Vacca, cp                        | 07/1935 | 08/1935 |
| Alteniero conte Avogadro degli Azzoni, p | 08/1935 | 07/1936 |
| Guido Broise, cp                         | 07/1936 | 09/1936 |
| Pier Vincenzo Perrelli, p                | 09/1936 | 07/1938 |
| Alfredo Clavarino, marchese, p           | 07/1938 | 09/1943 |

| Bürgermeister                           | von     | bis     |
| --------------------------------------- | ------- | ------- |
| Fritz Führer, kommissarischer Verwalter | 09/1943 | 05/1945 |

| Bürgermeister                     | von  | bis  |
| --------------------------------- | ---- | ---- |
| Luciano Bonvicini (kommissarisch) | 1945 | 1947 |
| Guido Dalla Fior (kommissarisch)  | 1947 | 1948 |
| Lino Ziller                       | 1948 | 1957 |
| Giorgio Pasquali                  | 1957 | 1968 |
| Giancarlo Bolognini               | 1968 | 1983 |
| Luigi De Guelmi                   | 1983 | 1985 |
| Marcello Ferrari                  | 1985 | 1988 |
| Valentino Pasqualin               | 1989 | 1989 |
| Marcello Ferrari                  | 1989 | 1995 |
| Giovanni Salghetti Drioli         | 1995 | 2005 |
| Giovanni Benussi                  | 2005 | 2005 |
| Luigi Spagnolli                   | 2005 | 2015 |
| Renzo Caramaschi                  | 2016 | 2025 |
| Claudio Corrarati                 | 2025 |      |

| Vizebürgermeister   | von  | bis  |
| ------------------- | ---- | ---- |
| Silvius Magnago     | 1948 | 1953 |
| Egon Eyrl           | 1953 | 1957 |
| Roland Riz          | 1957 | 1961 |
| Paul Knoll          | 1961 | 1969 |
| Hugo Gamper         | 1969 | 1973 |
| Erich Buratti       | 1973 | 1978 |
| Johannes Egger      | 1978 | 1985 |
| Herbert Mayr        | 1985 | 1995 |
| Elmar Pichler Rolle | 1995 | 2008 |
| Oswald Ellecosta    | 2008 | 2010 |
| Klaus Ladinser      | 2010 | 2015 |
| Christoph Baur      | 2016 | 2019 |
| Luis Walcher        | 2019 | 2024 |
| Stephan Konder      | 2024 |      |